# 158P/Kowal-LINEAR
158P/Kowal-LINEAR est une comète périodique qui a été co-découverte par Charles T. Kowal et les télescopes de 1 mètre du programme Lincoln Near-Earth Asteroid Research (LINEAR) à Socorro.